# Tertula z Cirty
Svatá Tertula z Cirty byla mučednice za vlády císaře Veleriána. Zemřela roku 259. Spolu s dalšími 4 osobami je ve skupině Mučedníci v Cirtě.
Její svátek se slaví 29. dubna.